# Municipio de Noble (condado de Noble, Indiana)
El municipio de Noble (en inglés: Noble Township) es un municipio ubicado en el condado de Noble en el estado estadounidense de Indiana. En el año 2010 tenía una población de 3094 habitantes y una densidad poblacional de 33,98 personas por km².

## Geografía
El municipio de Noble se encuentra ubicado en las coordenadas 41°18′10″N 85°28′34″O / 41.30278, -85.47611. Según la Oficina del Censo de los Estados Unidos, el municipio tiene una superficie total de 91.04 km², de la cual 87,48 km² corresponden a tierra firme y (3,91 %) 3,56 km² es agua.

## Demografía
Según el censo de 2010, había 3094 personas residiendo en el municipio de Noble. La densidad de población era de 33,98 hab./km². De los 3094 habitantes, el municipio de Noble estaba compuesto por el 98,35 % blancos, el 0,06 % eran afroamericanos, el 0,29 % eran amerindios, el 0,32 % eran asiáticos, el 0,19 % eran de otras razas y el 0,78 % eran de una mezcla de razas. Del total de la población el 1,03 % eran hispanos o latinos de cualquier raza.